# Bermas
Bermas Suceava este o companie producătoare de bere din România.
Acționarii principali ai companiei sunt Asociația Victoria Bermas, care deține 30,86% din capital, salariații Bermas, cu o participație de 20,8%, în timp ce fondul închis de investiții STK Emergent deține 7,05% din capital.
Acțiunile Bermas Suceava se tranzacționează la categoria a doua a Bursei de Valori București (BVB), sub simbolul BRM.
În fabrica din Suceava, cu o capacitate de producție de sub 200.000 de hectolitri anual, Bermas produce brandurile Suceava, Căliman și Bermas, distribuite doar în regiunea Moldovei.
Bermas își comercializează produsele doar în ambalaj de sticlă și la halbă și nu intenționează să producă la PET (sticlă de plastic).
Rezultate financiare: (milioane lei)
| Anul             | 2010 | 2007 | 2006 | 2005 | 2004 | 2003 |
| ---------------- | ---- | ---- | ---- | ---- | ---- | ---- |
| Cifra de afaceri | 24,1 | 23,2 | 25,8 | 31,7 | 36,1 | 33,6 |
| Venit net        | -    | 2,6  | 4,5  | 3,5  | 3,3  | 3    |